# Nowe Dwory (Grande-Pologne)
Pour les articles homonymes, voir Nowe Dwory.
Nowe Dwory (prononciation : [ˈnɔvɛ ˈdvɔrɨ]) est un  village polonais de la gmina de Wieleń dans le powiat de Czarnków-Trzcianka de la voïvodie de Grande-Pologne dans le centre-ouest de la Pologne.
Il se situe à environ 10 kilomètres à l'est de Wieleń (siège de la gmina), à 17 kilomètres à l'ouest de Czarnków (siège du powiat), et à 69 kilomètres au nord-ouest de Poznań (capitale de la Grande-Pologne).

## Histoire
De 1975 à 1998, le village faisait partie du territoire de la voïvodie de Piła.

Depuis 1999, Nowe Dwory est situé dans la voïvodie de Grande-Pologne.
Le village possède une population de 380 habitants.